# Georg Thomas von Asch
Georg Thomas von Asch (12 avril 1729 - 23 juin 1807) est un médecin de Saint-Pétersbourg.

## Biographie
Georg Thomas von Asch naît à Saint-Pétersbourg. Il fait ses études à l'université de Tübingen (1744–1748) puis de Göttingen (à partir de 1748). En 1763, Georg Thomas von Asch devient le premier membre du Collège de médecine de Saint-Pétersbourg. Il est médecin d'état-major général de 1768 à 1775. En 1777, il est élu au titre de membre étranger à l'Académie des sciences de Göttingen. En 1779, il est élu membre d'honneur de l'Académie impériale des sciences de Russie.